# Mikasuki
Cet article concerne la langue mikasuki. Pour le peuple mikasuki, voir Mikasukis.
Le mikasuki (ou miccosukee ou hitchiti-mikasuki) est une langue muskogéenne parlée aujourd'hui par environ 500 personnes au sud de la Floride. Elle est parlée par la tribu Mikasuki et aussi par d'autres indiens séminoles. La langue hitchiti aujourd'hui disparue était proche du mikasuki.

## Écriture
Le mikasuki s'écrit en utilisant l'alphabet latin. 
| Voyelles | Voyelles      | Consonnes | Consonnes     |
| -------- | ------------- | --------- | ------------- |
| Lettre   | Prononciation | Lettre    | Prononciation |
| a, aa    | a, aː         | b         | b             |
| a̲, a̲a̲    | ã, ãː         | ch        | t͡ʃ            |
| e, ee    | i, iː         | f         | f             |
| e̲, e̲e̲    | ĩː, ĩː        | h         | h             |
| o, oo    | o, oː         | k         | k             |
| o̲, o̲o̲    | õ; õː         | l         | l             |
| ay       | ai            | ł         | ɬ             |
| ao       | ao            | m         | m             |
|          |               | n         | n             |
|          |               | ng        | ŋ             |
|          |               | p         | p             |
|          |               | sh        | ʃ             |
|          |               | t         | t             |
|          |               | w         | w             |
|          |               | y         | j             |

Un ton haut est marqué par un accent aigu et un ton bas par un accent grave, le ton descendant par un aigu (dans le cas d'un ton haut descendant, pour une voyelle longue, on placera un accent sur chaque lettre, sinon, l'accent grave sera placé sur la consonne suivante) :
| Ton haut | Ton bas | Ton descendant |
| -------- | ------- | -------------- |
| á, áa    | à, àa   | áǹ, áà         |

## Phonologie
La phonologie du mikasuki se présente comme suit: 
| Consonnes    | Consonnes    | Labiale | Alvéolaire | Palatale | Vélaire | Glottale |
| ------------ | ------------ | ------- | ---------- | -------- | ------- | -------- |
| Occlusive    | Non-voisée   | p       | t          |          | k       |          |
| Occlusive    | Voisée       | b       |            |          |         |          |
| Affriquée    | Affriquée    |         |            | t͡ʃ       |         |          |
| Fricative    | centrale     | f       |            | ʃ        |         | h        |
| Fricative    | latérale     |         | ɬ          |          |         |          |
| Nasale       | Nasale       | m       | n          |          | ŋ       |          |
| Latérale     | Latérale     |         | l          |          |         |          |
| Semi-voyelle | Semi-voyelle | w       |            | j        |         |          |

| Voyelles  | Antérieure | Antérieure | Antérieure | Centrale | Centrale | Centrale | Postérieure | Postérieure | Postérieure |
| --------- | ---------- | ---------- | ---------- | -------- | -------- | -------- | ----------- | ----------- | ----------- |
| Fermée    | i          | iː         | ĩ          |          |          |          |             |             |             |
| Mi-fermée |            |            |            |          |          |          | o           | oː          | õ           |
| Ouverte   |            |            |            | a        | aː       | ã        |             |             |             |

Il existe trois tons, haut, bas et tombant. La longueur de la voyelle est significative. Exemples : eche signifie « bouche » alors que eeche signifie « daim » ; ete signifie « œil » alors que eete signifie « feu ».